# Franz Cižek
Franz Cižek (Litoměřice, 12 giugno 1865 – 17 dicembre 1946) è stato un pittore austriaco.

## Formazione
Cižek è stato un pittore di genere e di ritratti, oltre ad essere stato maestro e riformatore dell'educazione artistica. 
Nato nell'allora Boemia, oggi Repubblica Ceca, ha avuto come insegnanti di pittura all'Accademia di Belle Arti di Vienna i pittori tedeschi Franz Rumpler e Josef Mathias von Trenkwald.

## Contributo
Nel 1904 è diventato direttore del Dipartimento di Sperimentazione e Ricerca dell'Università di Arti Applicate di Vienna, grazie anche all'attività, svolta nella sua scuola di pittura e disegno, atta a stimolare la creatività artistica spontanea nei bambini.